# اسوان
اَسوان یکی از شهرهای کشور مصر است که در جنوب این کشور واقع شده و حدود ۳۰۰٫۰۰۰ نفر جمعیت دارد. سد اسوان در فاصله کمی از این شهر و در جنوب آن واقع شده‌است.

## نگارخانه

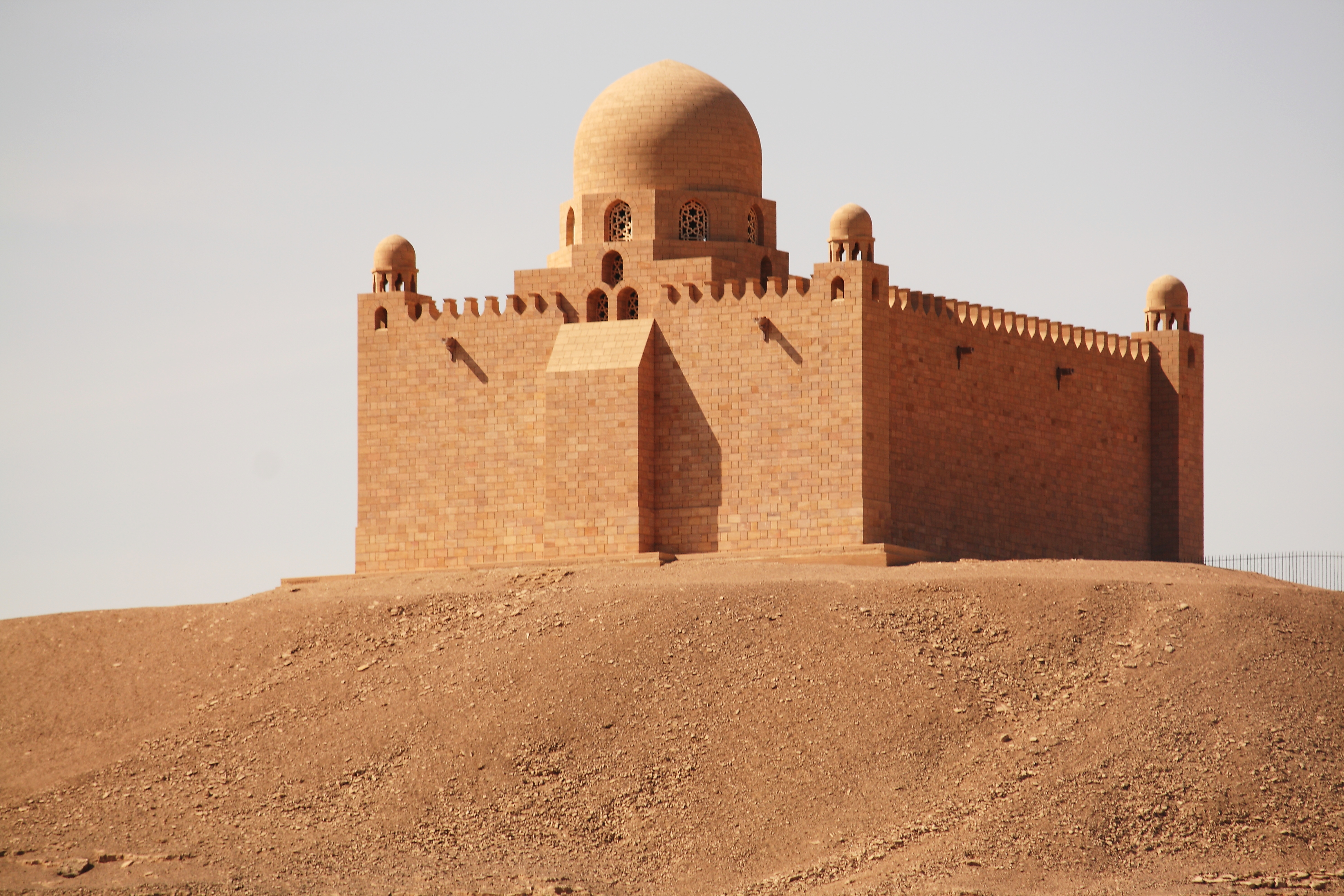
آرامگاه آقاخان سوم
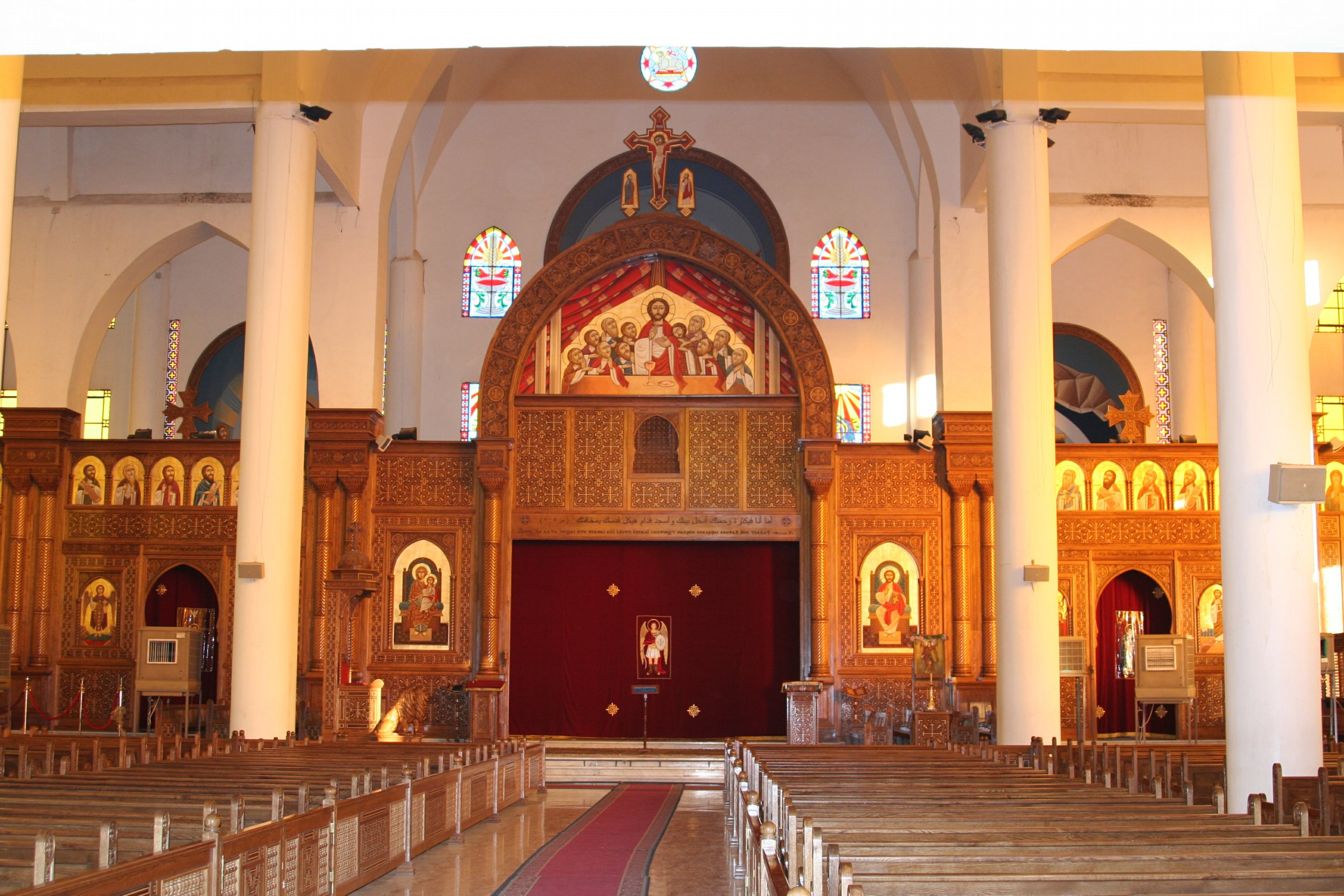
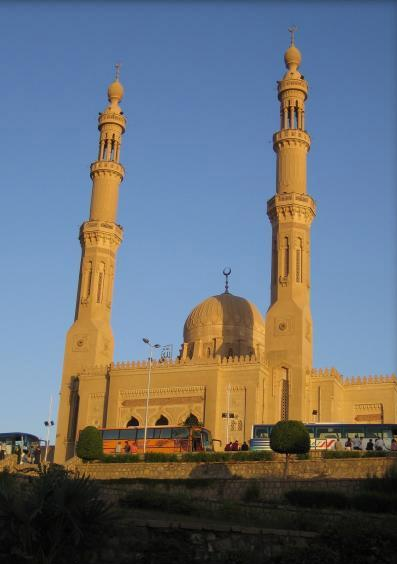
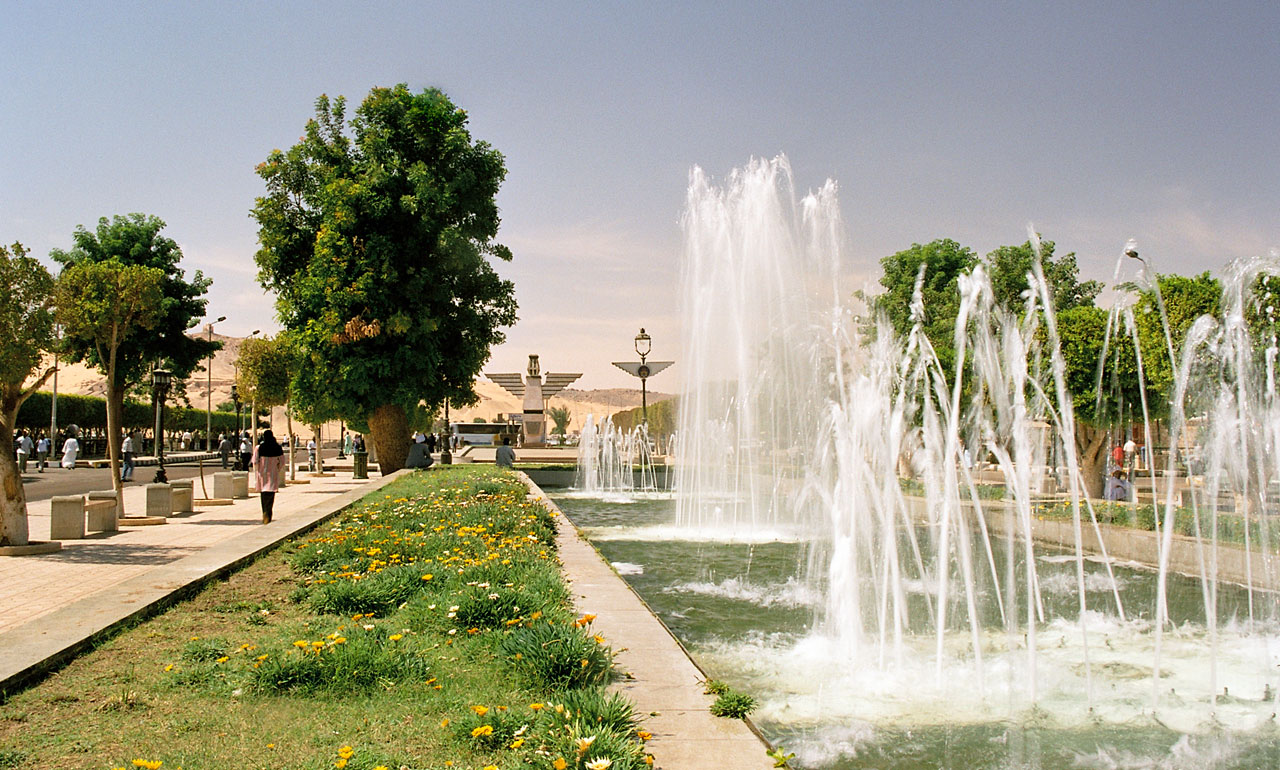
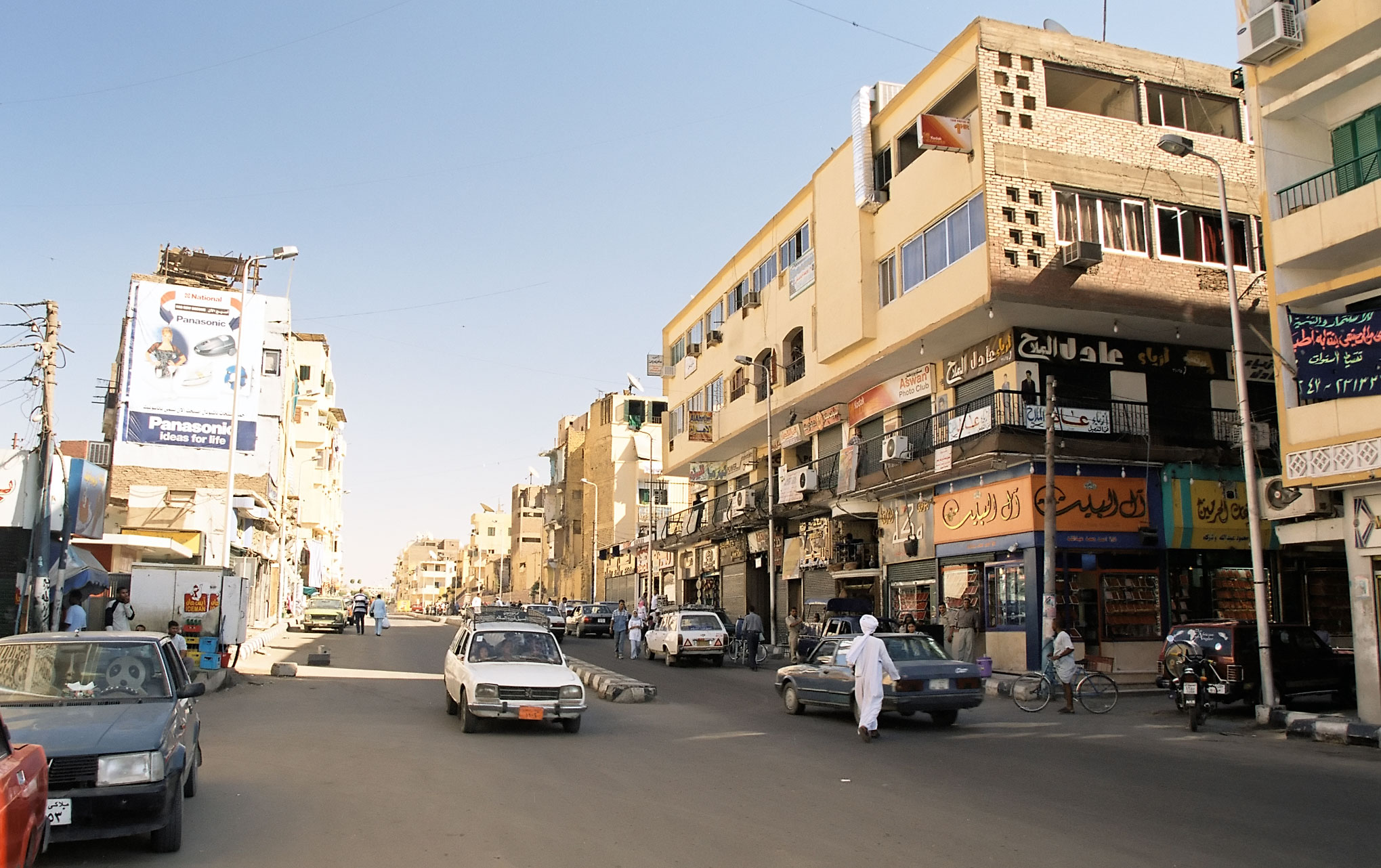
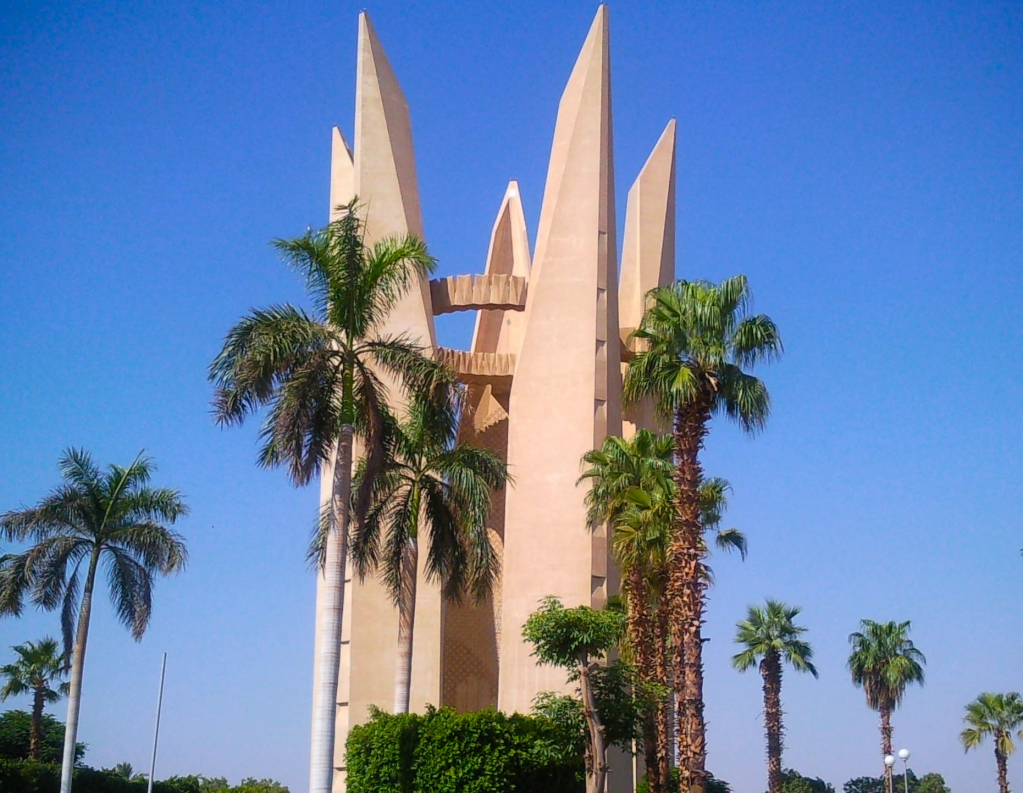
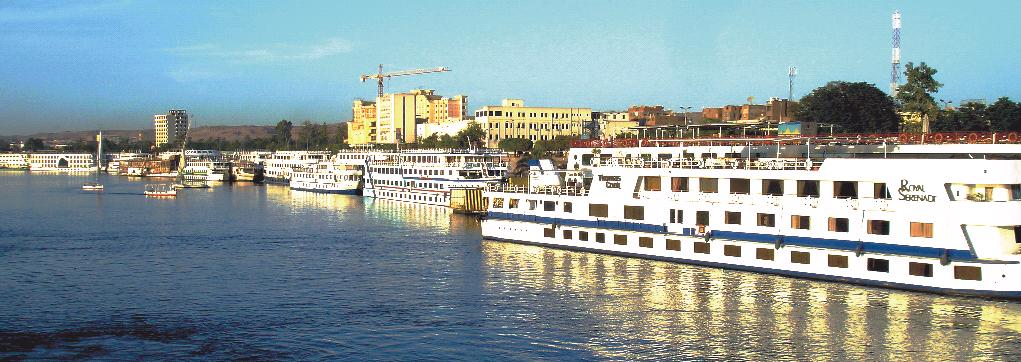
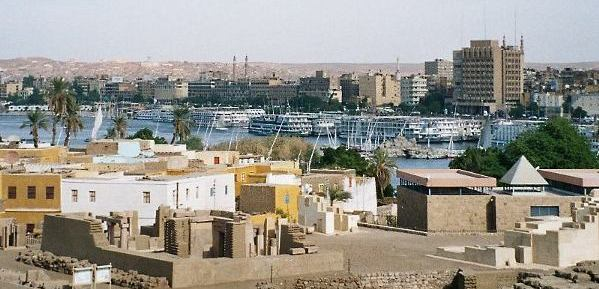
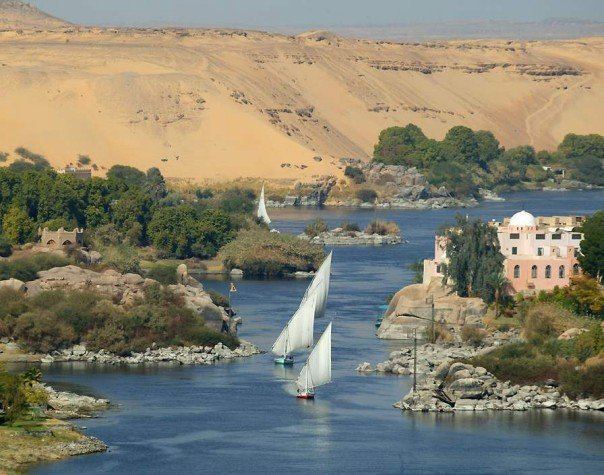
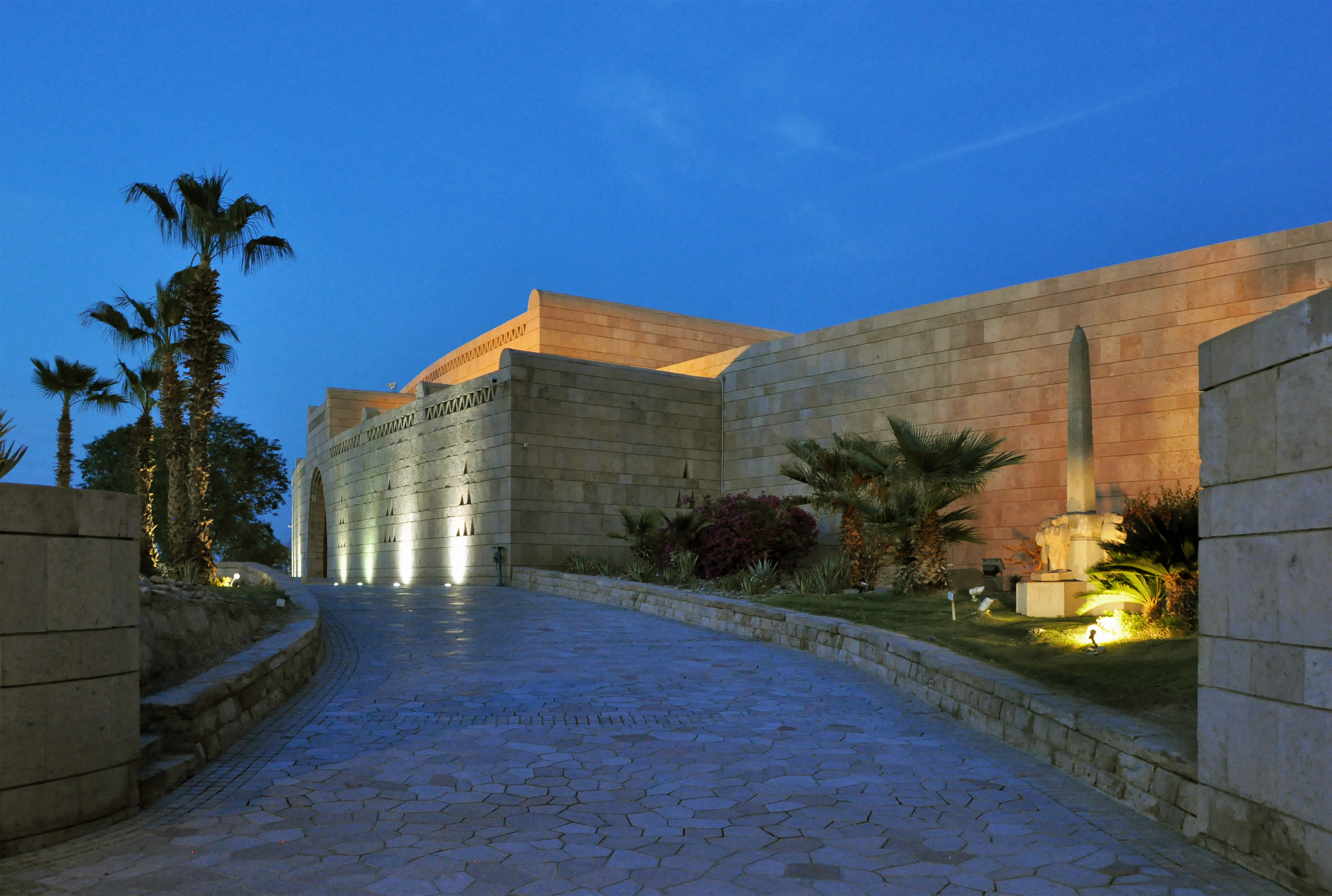